# Кустарний
Кустарний (біл. Кустарны) — селище в Терюській сільській раді Гомельського району Гомельської області Республіки Білорусь.

## Географія

### Розташування
За 5 км від залізничної станції Терюха (на лінії Гомель — Чернігів), 27 км на південь від Гомеля.

## Гідрографія
На річці Пісошенька (притока річки Терюха).

## Транспортна мережа
Транспортні зв'язки степовою, потім автомобільною дорогою Старі Яриловичі — Гомель. Планування складається з короткої прямолінійної вулиці, яка орієнтована з південного заходу на північний схід. Забудова дерев'яна, садибного типу.

## Історія
Засноване на початку XX століття переселенцями із сусідніх сіл. У 1926 році в Піщанобудській сільраді Носовицького району Гомельського округу. 1931 року жителі вступили до колгоспу. Під час німецько-радянської війни 28 вересня 1943 звільнений від окупантів. У 1959 році у складі радгоспу «Соціалізм» (центр — село Терюха).

## Населення

### Чисельність
- 2009 — 9 мешканців